# Kunsthalle Zürich

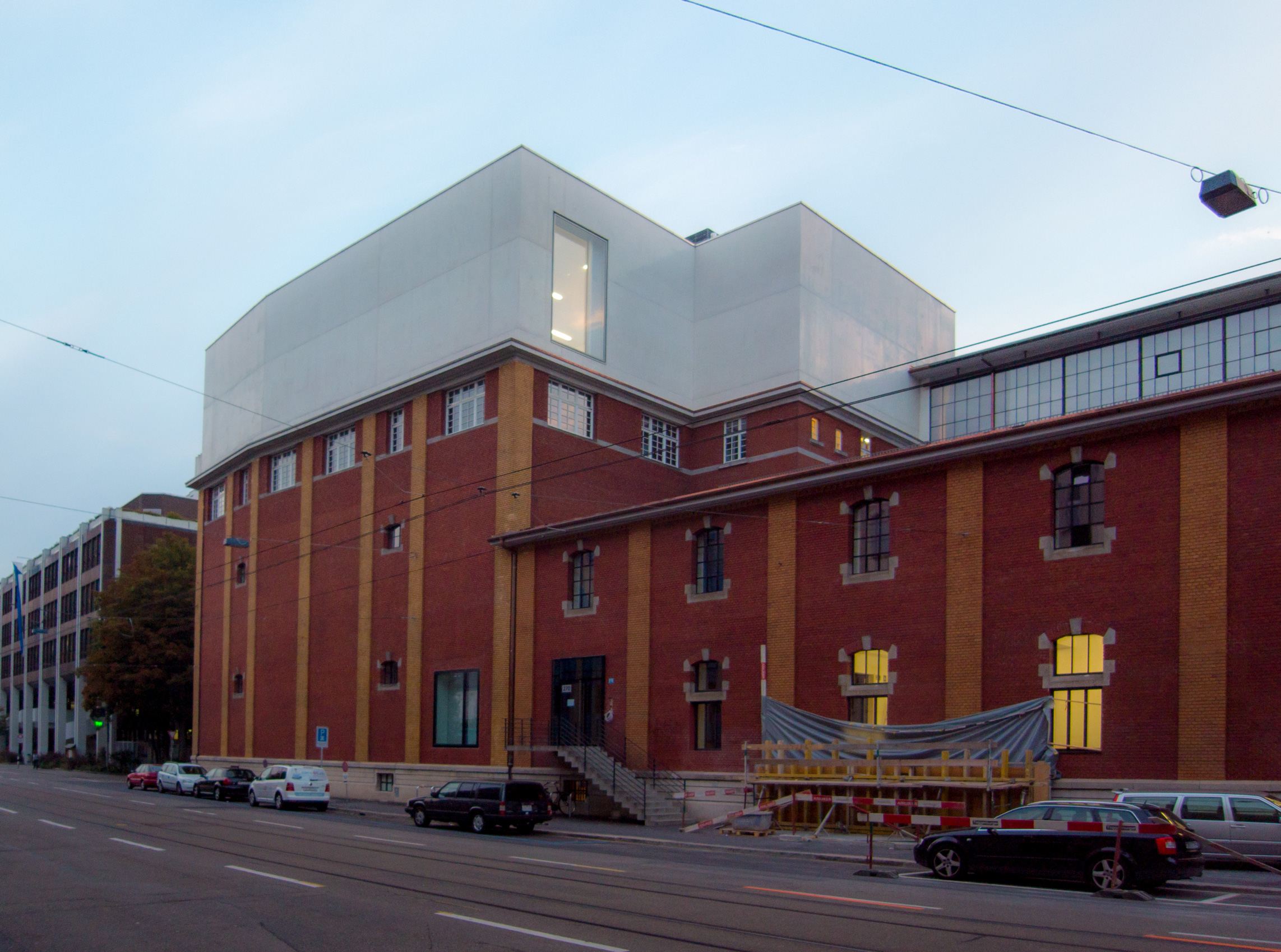
Kunsthalle Zürich (Foto: 2012)

Die Kunsthalle Zürich ist ein Ausstellungsinstitut in Zürich, das sich dem Ausstellen und der Vermittlung internationaler Gegenwartskunst widmet. Träger der Kunsthalle ist der Verein Kunsthalle Zürich.

## Geschichte
Nach der Gründung des Vereins Kunsthalle Zürich 1985 gab es seit 1986 nur eine sporadische Ausstellungstätigkeit. Erst mit dem Umzug auf das Schoeller-Areal an der Limmat, wo über 100 Jahren Garne gefärbt worden waren, setzte ein regelmässiger Ausstellungsbetrieb ein. 1988 wurde die industrielle Produktion dort eingestellt, im Herbst 1989 eröffnete die Kunsthalle unter dem Direktor und Kurator Bernhard Bürgi die erste Ausstellung. Seit Mai 1996 ist die Kunsthalle Zürich an ihrem jetzigen Standort, in einer ehemaligen Bierbrauerei, im Löwenbräuareal angesiedelt. Von den Architekten Karrer und Fuhrimann wurde das Areal für diese Zwecke umgebaut. Das Schweizerische Architekturbüro Gigon/Guyer baute das Löwenbräuareal mit einer Aufstockung weiter aus. Diese Räumlichkeiten wurden im Jahr 2012 in Betrieb genommen. Zusammen mit dem Migros Museum für Gegenwartskunst, der Edition VFO und weiteren privaten Galerien, darunter die Galerie Hauser & Wirth, hat sich das Löwenbräu-Areal in Zürich seither zu einem Zentrum für zeitgenössische Kunst entwickelt. 

## Konzeption
Die Kunsthalle Zürich widmet sich durch Ausstellungen, Vortragsreihen, Führungen, Kunstreisen und Filmprogrammen der Vermittlung internationaler Gegenwartskunst. Begleitende Kataloge vertiefen die Informationen über einzelne Künstler oder thematische Zusammenhänge. Die Kunsthalle Zürich ist nicht zu verwechseln mit dem Museum Kunsthaus Zürich. 
Neben den Einzelpräsentationen von Künstlern der jungen und jüngeren Generation mit noch ungesicherten Positionen, werden auch Ausstellungen von Künstlern gezeigt, die sich bereits international etabliert haben. In einem Projektraum werden experimentelle Manifestationen und kleinere Ausstellungen präsentiert. Zahlreiche Ausstellungen wurden in Kooperation mit internationalen Partnern gezeigt, wie zum Beispiel 2005: Keren Cytter (Frankfurter Kunstverein); Peter Doig (Museum Ludwig, Köln); 2006: Terence Koh (Whitney Museum, New York); General Idea (Kunstverein München); 2007: Allora & Calzadilla (Art Institute of Chicago). 
Von 2001 bis Oktober 2014 war Beatrix Ruf Direktorin und Kuratorin der Kunsthalle. Ihr Nachfolger war Daniel Baumann. Seit Beginn des Jahres 2025 hat Fanny Hauser die Leitung inne.
International, wie national finden die Ausstellungen und Veranstaltungen der Kunsthalle Zürich grosse Beachtung, circa 22'000 Besucher hat das Haus jährlich. Die Zeitschrift Capital zählt sie zu den 100 wichtigsten Ausstellungshäusern weltweit.

## Verein Kunsthalle Zürich
Träger der Kunsthalle ist der Verein Kunsthalle Zürich. Er wurde 1985 gegründet und hat 880 Mitglieder und 180 Förderer (Stand 2008). Präsident ist der Verleger und Kunstsammler Michael Ringier. Die Kunsthalle wird von der Stadt Zürich und privaten Sponsoren mit namhaften Beträgen unterstützt. Für einen moderaten Beitrag haben die Mitglieder freien Eintritt in viele Kunsthallen und Museen der Schweiz.

## Wichtige Ausstellungen (seit 1992)
- 1992: Andreas Gursky. Erste Einzelausstellung in der Schweiz.
- 1994: Charles Ray. Skulpturen.
- 1995: Wolfgang Tillmans. Fotografie; Didier Vermeiren, Skulpturen.
- 1996: Gabriel Orozco. Fotografie, Skulptur, Zeichnung.
- 1998: Thomas Demand
- 1999: Steve McQueen
- 2001: Neo Rauch. Erste Einzelausstellung in der Schweiz.
- 2004: John Armleder. Erste Werkübersicht der Arbeiten auf Papier (anschliessend: Institute of Contemporary Art in Philadelphia South London Gallery).
- 2004: Sarah Lucas. Erste retrospektive Werkschau der englischen Künstlerin (anschliessend: Kunstverein in Hamburg und Tate Gallery Liverpool).
- 2005: Keren Cytter
- 2006: Laura Owens (anschliessend: Camden Art Cente, London, der Halle für Zeitgenössische Kunst, Hannover und Bonnefantenmuseum, Maastricht).
- 2007: Nicole Eisenman. Erste europäische Ausstellung der amerikanischen Künstlerin (anschliessend Le Plateau –FRAC Ile de France, Paris).
- 2008: Liam Gillick. Retrospektiv angelegte Werkschau (auch: Museum of Contemporary Arts in Chicago).
- 2012: Wolfgang Tillmans. «Neue Welt», Fotografie; Helen Marten «Almost the Exacte Shape of Florida», Skulpturen.
- 2012: Sturtevant. Image Over Image
- 2013: Lutz Bacher. Snow.
- 2017: Michael Riedel - CV. Katalog.
- 2020: Gilbert & George. The great exhibition, 1971–2016

## Ausstellungskataloge
- 1988 Erik Bulatov, Parkett Verlag, Zürich, 1988
- 1990 Gerhard Merz, Construire;  Joel Shapiro; Ian Anüll, Edition Vexer St. Gallen, 1990, ISBN 3909090095; Ross Bleckner (zusammen mit Kölnischer Kunstverein, Moderna Musse Stockholm)
- 1993 Peter Fischli und David Weiss, Siedlungen, Agglomeration, Edition Patrick Frey, Zürich; Bernard Frize (zusammen mit der DAAD-Galerie Berlin)
- 1999 Beat Streuli, City, Hatje Cantz, Ostfildern-Ruit
- 2004 Rebecca Warren, JRP/Ringier Kunstverlag, Zürich
- 2005 Beatrix Ruf, Yilmaz Dziewior (Hrsg.), Sarah Lucas (zusammen mit Kunstverein in Hamburg und Tate Liverpool), Hantje Cantz, Ostfildern-Ruit;
- 2005 Peter Doig, Studiofilmclub (zusammen mit Museum Ludwig, Köln), Walther König, Köln
- 2014 Beatrix Ruf, Julia Stoschek, Thomas D. Trummer (Hrsg.), Ed Atkins (zusammen mit Stoschek Collection, Düsseldorf und Kunsthalle Mainz), JRP/Ringier Kunstverlag, Zürich, ISBN 978-3-03764-359-4.